# Allt för min son (TV-serie)
Allt för min son (Engelska: Playing Nice) är en brittisk dramaserie som hade premiär på ITV den 5 januari 2025. Serien hade premiär på SVT och SVT Play den 15 januari 2025. Serien består av fyra avsnitt.

## Handling
Serien handlar om Pete Riley och Maddie Wilsons vars liv ställs på ända  när de får nyheten att sonen som de uppfostrat, Theo, egentligen inte är deras. Han förväxlades vid födseln och deras biologiska son skickades hem med ett annat par.

## Rollista (i urval)
- James Norton – Pete Riley
- Niamh Algar – Maddie Wilson
- James McArdle – Miles Lambert
- Jessica Brown Findlay – Lucy Lambert